# Roberto Villetti (politico)
Roberto Villetti (Roma, 24 agosto 1944 – 14 settembre 2019) è stato un politico italiano.

## Biografia
Laureato in scienze politiche, giornalista, è di formazione socialista e ha militato per lungo tempo nel Partito Socialista Italiano. Dal 1970 al 1977 è il segretario nazionale della Federazione Giovanile Socialista Italiana. Nel 1969 cura la sezione dei servizi economici de l'Opinione. Giornalista di lungo corso dell'Avanti!, diventa direttore del quotidiano socialista nel 1989. Con l'inizio di Mani pulite, Villetti è in forte contrasto con il segretario del suo partito Bettino Craxi a causa degli articoli con i quali quest'ultimo attacca duramente i magistrati di Tangentopoli.
Si dimette nell'ottobre del 1992; secondo un'altra versione, raccontata dal giornalista Filippo Facci, collaboratore da Milano, Villetti sarebbe stato sfiduciato da Craxi a causa di una gestione poco trasparente del giornale di partito, che aveva visto raddoppiare il disavanzo a fronte di spese ingiustificate.
In realtà l'aumento delle spese fu dovuto a una serie di miglioramenti, compresa l'informatizzazione del giornale, decisi dai vertici del partito, nel quadro di un ambizioso piano di rilancio del giornale. In questo senso va inserita anche l'immissione di un nutrito numero di collaboratori esterni di alto livello, per far fare all'Avanti! un salto di qualità  e farlo uscire dal ristretto bacino di lettori dei giornali di partito.
In seguito allo scioglimento del PSI, insieme a Enrico Boselli, Gino Giugni e Ottaviano Del Turco, si fa promotore della nascita di una nuova formazione politica denominata: Socialisti Italiani (SI), che nasce il 13 novembre 1994, qualche ora dopo lo scioglimento del PSI causato dallo scandalo di Tangentopoli, e si fa erede diretto del vecchio PSI.
Alle elezioni politiche del 1996 viene eletto alla Camera dei deputati con la lista Rinnovamento Italiano di Dini, a cui partecipano i socialisti.
Nel 1998 contribuisce alla nascita di un nuovo soggetto, di stampo socialista e democratico, che riunisse parte dei socialisti disseminati per lo scenario politico italiano dopo lo scioglimento del PSI, insieme a quel che rimane del Partito Socialista Democratico Italiano di Gian Franco Schietroma, una parte della Federazione Laburista non confluita nei Democratici di Sinistra e una parte del Partito Socialista-Socialdemocrazia campeggiata da Ugo Intini ed Enrico Manca in un nuovo soggetto denominato Socialisti Democratici Italiani (SDI).
Viene rieletto alle elezioni politiche del 2001 col sistema maggioritario in un collegio della Toscana con la lista "Il Girasole". Nel 2005 ha partecipato alla fondazione del nuovo progetto radical-socialista, denominato Rosa nel pugno, entrando a far parte della segreteria nazionale. L'anno seguente viene eletto vicesegretario unico dello SDI.
Viene rieletto per la terza volta alla Camera dei deputati nel 2006 nella circoscrizione Sardegna, per la Rosa nel Pugno (SDI-Radicali Italiani). Nella XV Legislatura è membro della Commissione Trasporti. Dal maggio 2006 al febbraio 2008 è il capogruppo della Rosa nel Pugno alla Camera.
Ha aderito al rinato Partito Socialista. Si candida alle elezioni del 2008 ma non viene eletto perché il Partito Socialista non supera la soglia di sbarramento del 4%. Si dimette da vicesegretario dopo la sconfitta elettorale.
Muore il 14 settembre 2019, all'età di 75 anni.